# Andoni Imaz
Andoni Imaz Garmendia (ur. 5 września 1971 w San Sebastián) – piłkarz hiszpański grający na pozycji defensywnego pomocnika. W swojej karierze raz wystąpił w reprezentacji Hiszpanii.

## Kariera klubowa
Karierę piłkarską Imaz rozpoczął w klubie Real Sociedad z miasta San Sebastián. W 1990 roku stał się zawodnikiem rezerw Realu i przez rok grał w Segunda División B. W 1991 roku awansował do kadry pierwszego zespołu Realu i 7 września 1991 zadebiutował w Primera División w zremisowanym 0:0 domowym meczu z Realem Saragossa. 9 listopada 1991 w meczu z Realem Valladolid (2:2) strzelił pierwszego gola w Primera División. W Realu Sociedad od czasu debiutu był podstawowym zawodnikiem i w klubie tym grał do końca sezonu 1997/1998. Rozegrał w nim 197 ligowych meczów i strzelił 8 goli.
W 1998 roku Imaz przeszedł z Realu do innego klubu z Kraju Basków, Athleticu Bilbao. Zadebiutował w nim 29 sierpnia 1998 w przegranym 0:2 wyjazdowym spotkaniu z Realem Saragossa. W klubie z Bilbao był na ogół rezerwowym i przez 3 sezony rozegrał w nim 28 spotkań. W Athleticu występował do końca sezonu 2000/2001. Latem 2001 zakończył karierę piłkarską.
| Sezon   | Klub            | Kraj      | Rozgrywki          | Mecze | Bramki |
| ------- | --------------- | --------- | ------------------ | ----- | ------ |
| 1990/91 | Real Sociedad B | Hiszpania | Segunda División B | ?     | ?      |
| 1991/92 | Real Sociedad   | Hiszpania | Primera División   | 28    | 2      |
| 1992/93 | Real Sociedad   | Hiszpania | Primera División   | 27    | 3      |
| 1993/94 | Real Sociedad   | Hiszpania | Primera División   | 26    | 0      |
| 1994/95 | Real Sociedad   | Hiszpania | Primera División   | 33    | 2      |
| 1995/96 | Real Sociedad   | Hiszpania | Primera División   | 29    | 0      |
| 1996/97 | Real Sociedad   | Hiszpania | Primera División   | 26    | 0      |
| 1997/98 | Real Sociedad   | Hiszpania | Primera División   | 28    | 0      |
| 1998/99 | Athletic Bilbao | Hiszpania | Primera División   | 13    | 1      |
| 1999/00 | Athletic Bilbao | Hiszpania | Primera División   | 13    | 0      |
| 2000/01 | Athletic Bilbao | Hiszpania | Primera División   | 2     | 0      |

## Kariera reprezentacyjna
Swoje jedyne spotkanie w reprezentacji Hiszpanii Imaz rozegrał 27 stycznia 1993 roku. Hiszpania zremisowała wówczas 1:1 z Meksykiem w towarzyskim spotkaniu rozegranym w Las Palmas de Gran Canaria. Imaz grał również w reprezentacji Kraju Basków.